# 타데우시 시비옹테크
타데우시 시비옹테크(폴란드어: Tadeusz Świątek, 1961년 11월 8일~)는 폴란드의 축구 선수이다. 폴란드 국적으로 레셰크 이바니츠키와 함께 K리그에 진출한 첫번째 선수이며 1989년 8월 유공 코끼리 (현 제주 유나이티드 FC에 입단하였으며 당시 등록명은 테드였다
1989년 우승 주역이며 1991 K리그 베스트 11에 선정되었다. 입단 후 공격형 미드필더와 수비형 미드필더를 모두 소화하였으며 1991년 수비수 부분에서 K리그 베스트 11에 선정되었다.
1981년 FIFA 세계 청소년 축구 선수권 대회에 폴란드 U-20 축구 국가대표팀의 일원으로 본선 조별리그 2차전 대 우루과이전에 교체 출전하였다.

## 통계

### 국가대표팀
| # | 날짜            | 장소       | 홈 팀  | 최종 결과 | 원정팀                 | 대회      | 득점 | 비고 |
| - | --------------- | ---------- | ------ | --------- | ---------------------- | --------- | ---- | ---- |
| 1 | 1986년 10월 7일 | 비드고슈치 | 폴란드 | 2 - 2     | 조선민주주의인민공화국 | 친선 경기 | -    | 46′  |

## 수상 내역

### 클럽
유공 코끼리
- K리그 우승 : 1989

### 개인
- K리그 베스트 11 (1회) : 1991